# Xã Bratton, Quận Mifflin, Pennsylvania
Xã Bratton (tiếng Anh: Bratton Township) là một xã thuộc quận Mifflin, tiểu bang Pennsylvania, Hoa Kỳ. Năm 2010, dân số của xã này là 1.317 người.